# Генерал-Гешево
Генера́л-Ге́шево (болг. Генерал Гешево) — село в Кирджалійській області Болгарії. Входить до складу общини Джебел.

## Населення
За даними перепису населення 2011 року у селі проживали 218 осіб, з них 213 осіб (97,7%) — турки.
Розподіл населення за віком у 2011 році:
Динаміка населення: